# Haas School of Business

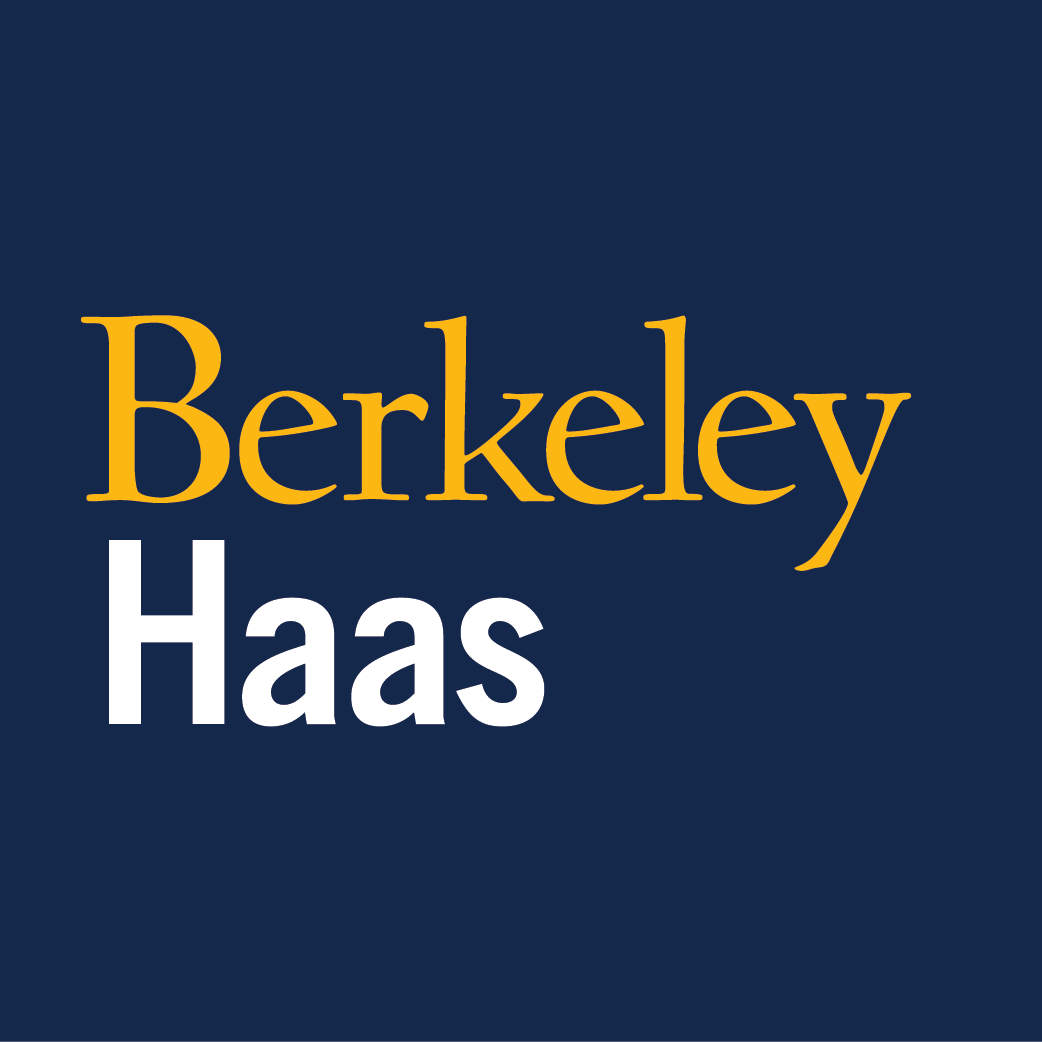
Logo de Haas en 2017.

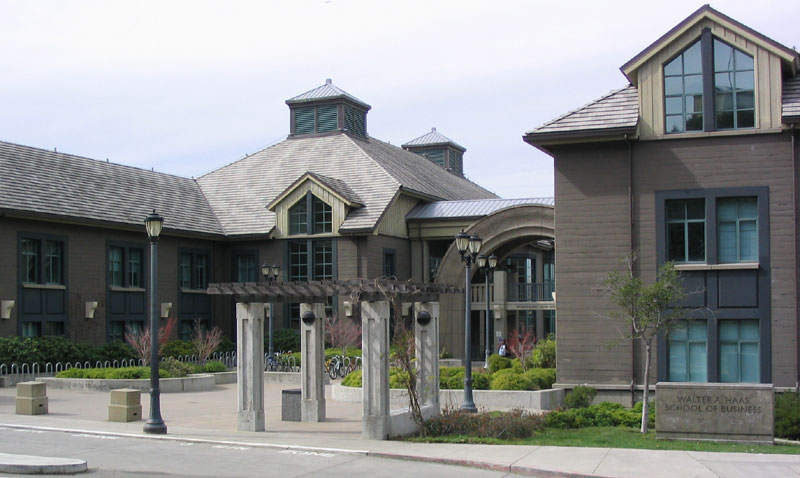
Une partie des bâtiments en 2004.

La Walter A. Haas School of Business, plus connue comme la Haas School of Business ou plus simplement la Haas, est la Business School de l'Université de Californie à Berkeley.
Elle est l'une des quatorze facultés de l'université.
Fondée en 1898, elle propose plusieurs types de programmes : Bachelor, Master en Ingénierie Financière, MBA et PhD. Elle dispense aussi des cours de formation continue à destination des professionnels.

## Classements académiques
Le MBA de la Haas School of Business fait partie des plus réputés du monde :
| Palmarès MBA           | Palmarès MBA | Palmarès MBA |
| Nom                    | Monde        | National     |
| ---------------------- | ------------ | ------------ |
| QS (2020)              | 9            | 6            |
| The Economist (2019)   | 7            | 6            |
| Financial Times (2020) | 12           | 8            |
| DAUR rankings (2020)   | 10           | 8            |